# Alfred Wegener

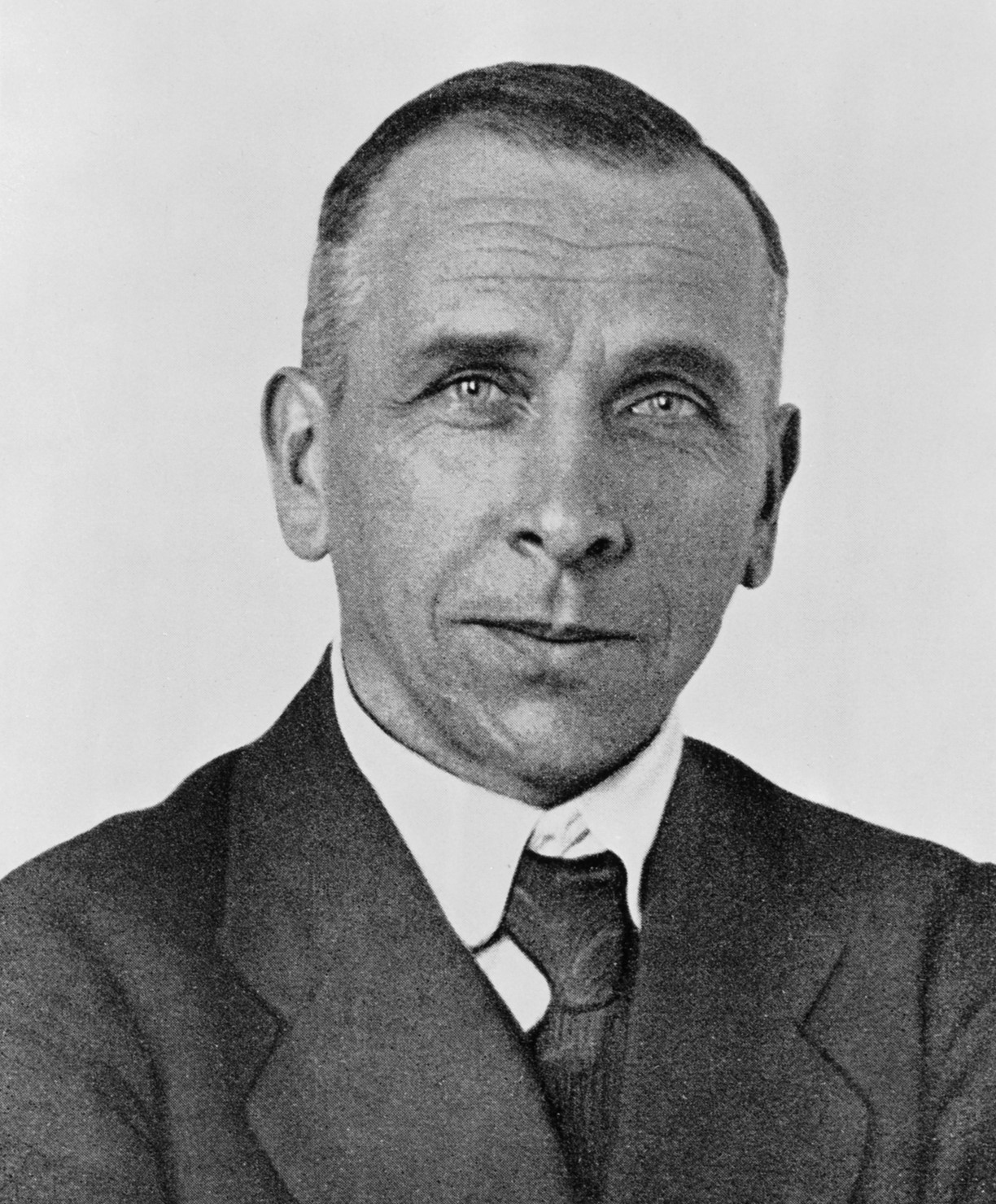
Alfred Wegener, um 1925

Alfred Lothar Wegener (* 1. November 1880 in Berlin; † November 1930 auf Grönland) war ein deutscher Meteorologe sowie Polar- und Geowissenschaftler. Als sein wichtigster Beitrag zur Wissenschaft gilt seine – erst posthum anerkannte – Theorie der Kontinentalverschiebung, die eine wesentliche Grundlage für das heutige Modell der Plattentektonik wurde. Zu seinen Lebzeiten war Wegener vor allem für seine Verdienste in der Meteorologie und als Pionier der Polarforschung bekannt.

## Leben

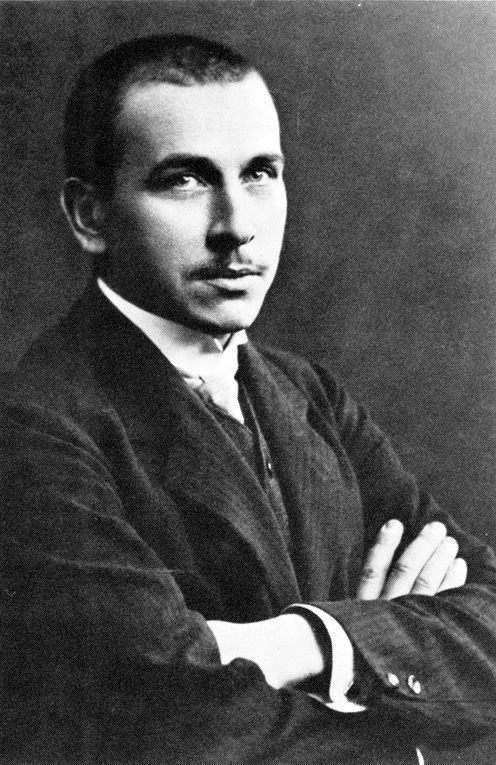
Alfred Wegener, 1910

### Frühe Jahre

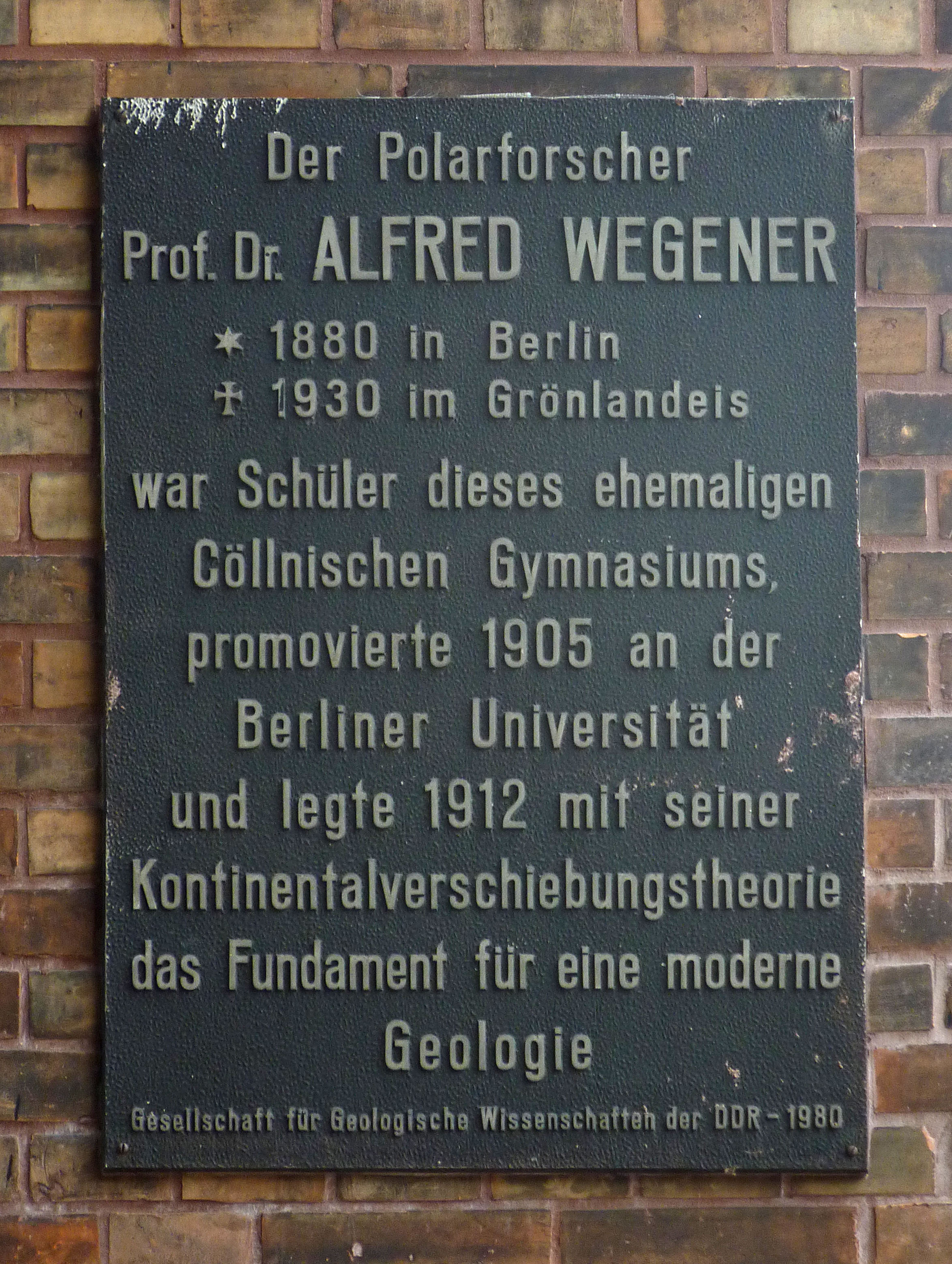
Gedenktafel aus dem Jahre 1980, Berlin

Alfred Lothar Wegener wurde 1880 als das jüngste von fünf Kindern einer Pastorenfamilie geboren. Sein Vater war Richard Wegener (1843–1917), Theologe und Lehrer für Alte Sprachen am Gymnasium zum Grauen Kloster in Berlin. Ein Vetter von Alfred Wegener war der Schauspieler Paul Wegener.
Sein Urgroßonkel war der Theologe Wilhelm Gabriel Wegener, ein enger Jugendfreund Alexander von Humboldts.
Die Liebe zur Natur wurde in den Kindern wohl geweckt, als man 1886 das Direktorenhaus der alten Glashütte in Zechlinerhütte bei Rheinsberg als Feriendomizil erwarb und später als Wohnsitz der Familie nutzte. Dieses Haus wird bis heute als Wohnhaus genutzt. In der Alten Schule des Ortes sind heute eine Touristeninformation und das Alfred-Wegener-Museum zu finden. Wegener besuchte das ehemalige Köllnische Gymnasium an der Wallstraße, das er als Klassenbester abschloss. Danach studierte er von 1899 bis 1904 Physik, Meteorologie und Astronomie in Berlin, Heidelberg und Innsbruck. 1902 bis 1903 war Wegener während des Studiums Assistent an der Volkssternwarte Urania in Berlin, wo er mit dem Bamberg-Refraktor astronomische Beobachtungen durchführte. Seine Doktorarbeit schrieb er an der Berliner Universität 1905 zwar in Astronomie (unter Betreuung von Julius Bauschinger), wandte sich danach aber mehr der Meteorologie und Physik zu. Seiner Meinung nach gab es in der Astronomie nicht mehr viel zu erforschen, zudem störte ihn, dass ein Astronom stark an seinen Beobachtungsort gebunden ist.
1905 wurde Wegener Assistent am Aeronautischen Observatorium Lindenberg bei Beeskow. Er arbeitete dort mit seinem zwei Jahre älteren Bruder Kurt zusammen, der ebenfalls Naturwissenschaftler war und mit dem er das Interesse für Meteorologie und Polarforschung teilte. Bei einem Ballonaufstieg, der meteorologischen Beobachtungen und der Erprobung der astronomischen Ortsbestimmung mit dem Libellenquadranten diente, stellten die Wegener-Brüder vom 5. bis 7. April 1906 mit 52,5 Stunden einen neuen Dauer-Rekord  für Ballonfahrer auf.

### Erste Grönlandfahrt

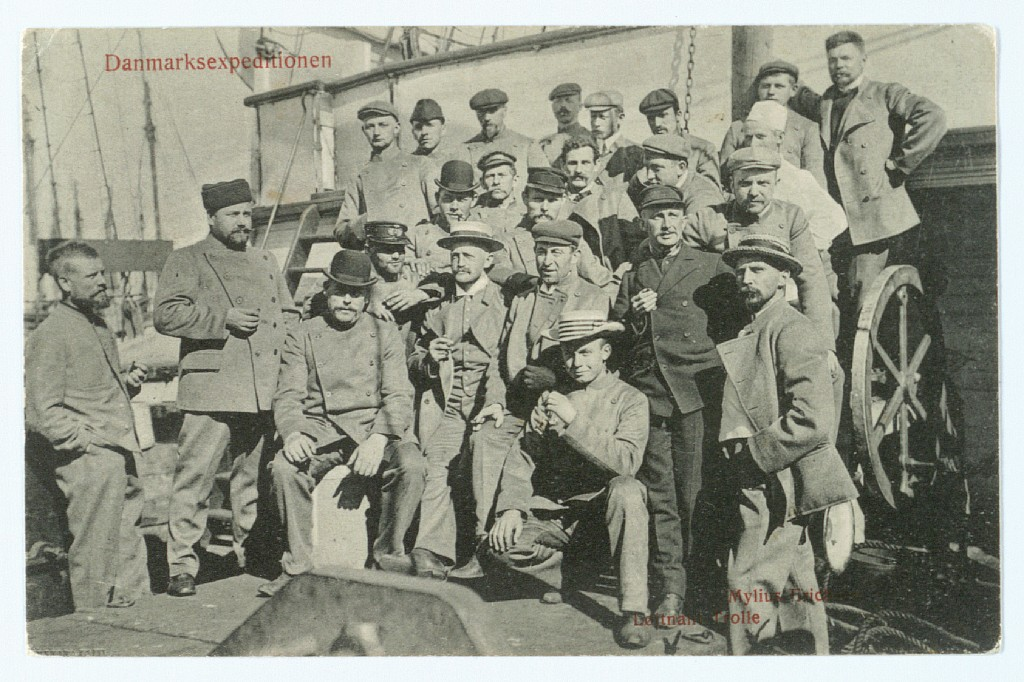
Die Mannschaft der Danmark-Expedition, Wegener in der hinteren Reihe der 2. von rechts

Im selben Jahr nahm Alfred Wegener an der ersten von insgesamt vier Grönland-Expeditionen teil. Wegener selbst hielt diese Entscheidung für einen der bedeutendsten Wendepunkte in seinem Leben. Der Auftrag der Expedition unter Leitung des Dänen Ludvig Mylius-Erichsen war es, das letzte unbekannte Stück der grönländischen Nordostküste zu erforschen. Wegener baute die erste meteorologische Station in Grönland bei Danmarkshavn, wo er Drachen und Fesselballons für meteorologische Messungen im arktischen Klima aufsteigen ließ. Er nahm an Schlittenreisen teil, die ihn bis auf 81° Nord führten. Wegener machte auch die erste Bekanntschaft mit dem Tod im Eis: Bei einer Erkundungsfahrt an die NO-Küste Grönlands mit Hundeschlitten kam der Expeditionsleiter zusammen mit zwei Gefährten ums Leben.

### Marburger Jahre
Nach seiner Rückkehr 1908 war Alfred Wegener bis zum Ausbruch des Ersten Weltkriegs Privatdozent für Meteorologie, praktische Astronomie und kosmische Physik in Marburg. 1909 war er aktiv an der Gründung des Kurhessischen Vereins für Luftfahrt beteiligt, wo er als Ballonführer meteorologische Messungen, etwa zur Rückstrahlung, durchführte. 1909/10 arbeitete er an seinem Buch Thermodynamik der Atmosphäre, in dem er auch zahlreiche Ergebnisse der Grönlandexpedition verwertete. Wegeners Studenten und Mitarbeiter in Marburg schätzten besonders sein Talent, auch komplizierte Fragen und aktuelle Forschungsergebnisse klar und verständlich zu vermitteln, ohne dabei auf Exaktheit zu verzichten. Diese Jahre gehören zu den wichtigsten Schaffensperioden Wegeners. Am 6. Januar 1912 stellte er bereits seine ersten Gedanken zur Kontinentalverschiebung in der Öffentlichkeit vor. 1911 verlobte er sich mit Else Köppen (1892–1992), die zwei Jahre später seine Frau wurde.

### Zweite Grönlandfahrt

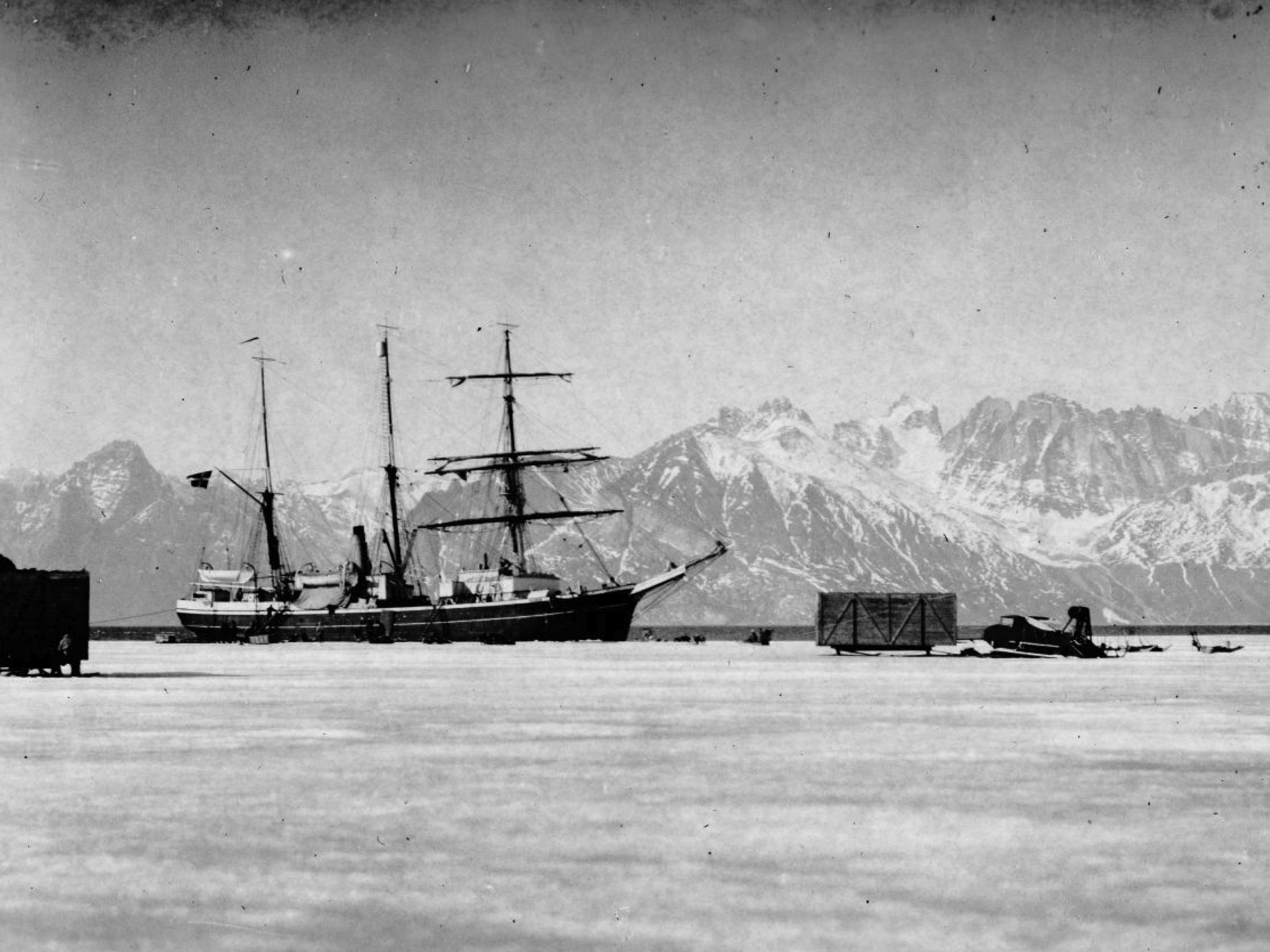
Schiff Godthaab der dänischen Grönland-Expedition, 1912

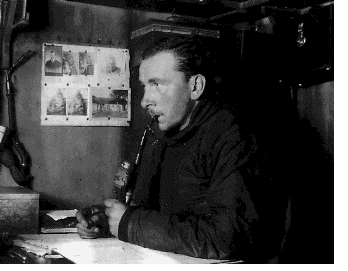
Wegener im Winter 1912/13, Grönland

Noch vor der Hochzeit nahm Wegener an einer zweiten Grönlandexpedition teil. Nach einem Zwischenstopp auf Island, wo die Ponys für den Lastentransport gekauft und erprobt wurden, gelangte die Expedition wieder nach Danmarkshavn. Bevor man überhaupt mit dem Aufstieg auf das Inlandeis begonnen hatte, wäre die Expedition beinahe durch das Kalben eines Gletschers ausgelöscht worden. Beim Sturz in eine Gletscherspalte brach sich der dänische Expeditionsleiter Johan Peter Koch einen Unterschenkel und musste für Monate das Krankenlager hüten. Ansonsten verlief die erste jemals unternommene Überwinterung auf dem Inlandeis ohne Zwischenfälle. Die Expeditionsteilnehmer führten die ersten Eisbohrungen auf einem bewegten Gletscher in der Arktis durch und machten viele meteorologische Beobachtungen.
Im Sommer 1913 folgte die Durchquerung des Inlandeises, auf der die vier Expeditionsteilnehmer eine doppelt so lange Strecke zurücklegten wie einst Fridtjof Nansen bei seiner Durchquerung Südgrönlands 1888. Nur wenige Kilometer von der westgrönländischen Siedlung Kangersuatsiaq entfernt gingen der kleinen Gruppe in den unwegsamen Gletscherabbrüchen die Nahrungsmittel aus, selbst der geliebte Hund wurde verspeist. Im letzten Moment wurden sie aber an einem Fjord vom Pastor von Upernavik aufgelesen, der gerade eine entlegene Gemeinde besuchte.
Nach seiner Rückkehr fand die Hochzeit mit Else Köppen statt. Sie war die Tochter von Wegeners früherem Lehrer und Mentor, dem Meteorologen Wladimir Köppen. Das junge Paar zog nach Marburg, wo Wegener wieder seine Privatdozentur aufnahm.
Der Ehe entstammten drei Töchter: Hilde (1914–1936) und Sophie Käte (1918–2012) kamen in Marburg zur Welt, Hanna Charlotte (Lotte, 1920–1989) in Hamburg. Lotte heiratete im Dezember 1938 den bekannten Bergsteiger Heinrich Harrer, von dem sie nach einigen Jahren geschieden wurde. Käte ehelichte 1939 den Gauleiter der Steiermark, Sigfried Uiberreither.

### Erster Weltkrieg
Als Reserveoffizier der Infanterie wurde Wegener bei Kriegsbeginn 1914 sofort eingezogen. Sein Kriegseinsatz an der Westfront in Belgien und Frankreich war mit heftigen Kämpfen verbunden, dauerte aber nur wenige Monate, da er nach zwei Verwundungen felddienstuntauglich geschrieben wurde. Danach wurde er dem Heereswetterdienst zugeteilt. Diese Tätigkeit erforderte ständiges Umherreisen zwischen den verschiedenen Wetterwarten in Deutschland, auf dem Balkan, an der Westfront und im Baltikum.
Dennoch erarbeitete er 1915 die erste Fassung seines Hauptwerks Die Entstehung der Kontinente und Ozeane. Wie sein Bruder Kurt dazu anmerkte, ging es Alfred Wegener dabei um die „Wiederherstellung der Verbindung zwischen der Geophysik einerseits und der Geographie und der Geologie andererseits, die durch die spezialisierte Entwicklung dieser Wissenschaftszweige vollständig abgerissen war“.
Das allgemeine Interesse an dem Bändchen war aber, auch wegen der herrschenden Kriegswirren, nur gering. Bis zum Ende des Krieges publizierte Wegener nahezu 20 weitere meteorologische und geophysikalische Arbeiten, in denen er sich immer wieder auf wissenschaftliches Neuland begab.
1917 untersuchte er den Meteoriten von Treysa wissenschaftlich. 1918 lehrte er an der Landesuniversität Dorpat.

### Zwischenkriegszeit
Nach dem Krieg zog Wegener mit seiner Frau und den beiden Töchtern nach Hamburg, wo er bei der Deutschen Seewarte als Meteorologe arbeitete. 1921 wurde er dort zum außerordentlichen Professor an der neu gegründeten Universität Hamburg berufen.
Von 1919 bis 1923 arbeitete Wegener sein Buch Die Klimate der geologischen Vorzeit aus, in dem er versuchte, den neuen Wissenschaftszweig der Paläoklimatologie im Rahmen seiner Kontinentalverschiebungstheorie zu systematisieren, und das er gemeinsam mit seinem Schwiegervater veröffentlichte.
1920 erschien die zweite, 1922 die dritte, völlig neu bearbeitete Auflage seiner Entstehung der Kontinente und Ozeane. In dieser Zeit setzte auch die verstärkte Diskussion um seine Verschiebungstheorie ein, zunächst nur im deutschsprachigen Raum, dann auch international. Die Kritik in der Fachwelt war meist vernichtend. Bemerkenswert ist allerdings, dass Otto Hahn bereits in seiner Monographie Was lehrt uns die Radioaktivität über die Geschichte der Erde?, die 1926 im Springer Verlag veröffentlicht wurde, Wegeners Theorie voll bestätigte.
Wegener hatte gute Aussichten, zum Professor für Meteorologie an der Berliner Friedrich-Wilhelms-Universität berufen zu werden. Damit wäre die Leitung des Preußischen Meteorologischen Instituts verknüpft gewesen – und somit eine Fülle von administrativen Aufgaben, die ihn von der Forschung abgehalten hätten und vor denen es ihm graute: „Er wollte Professor sein, aber kein Professor mit einem Institut.“ 1924 erreichte Wegener dieses Ziel: Er erhielt den Lehrstuhl für Meteorologie und Geophysik in Graz. Hier widmete er sich vor allem der Physik und der Optik der Atmosphäre sowie dem Studium der Tromben (Wirbelstürme). Die wissenschaftliche Auswertung seiner zweiten Grönlandexpedition (Eismessungen, atmosphärische Optik etc.) verzögerte sich bis zum Ende der 1920er Jahre. Im Rahmen der Professur in Graz nahm er auch die österreichische Staatsbürgerschaft an.
Im November 1926 fand in New York ein wichtiges Symposium der American Association of Petroleum Geologists zur Kontinentalverschiebungstheorie statt. Bis auf den Vorsitzenden verwarfen auch hier fast alle Beteiligten Wegeners Verschiebungstheorie. Drei Jahre später erschien die Entstehung der Kontinente und Ozeane in der vierten, erweiterten und letzten Ausgabe.

### Letzte Grönlandfahrt

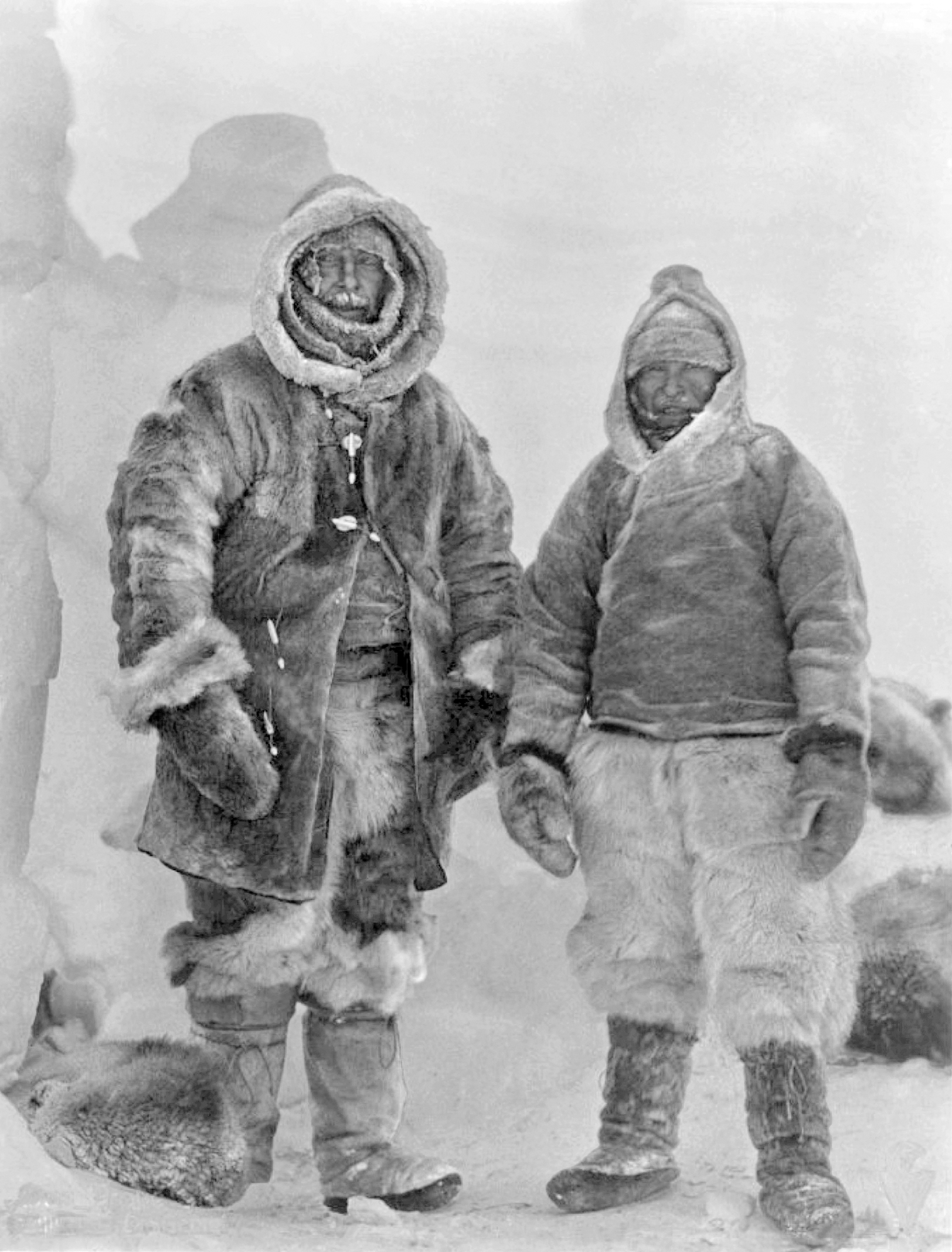
Alfred Wegener (links) und Rasmus Villumsen vor der Abfahrt von Eismitte. Letztes Foto (retuschierte Version)

#### Vorexpedition
1929 unternahm Wegener seine dritte Reise nach Grönland, die als Vorexpedition für die Hauptexpedition 1930 geplant war. Sowohl die Vorexpedition als auch die Hauptexpedition wurden von der Notgemeinschaft der Deutschen Wissenschaft mit Reisemitteln und Sachbeihilfen finanziert. Begleitet wurde er von Johannes Georgi, Fritz Loewe und Ernst Sorge. Vor Ort rekrutierte Wegener unter anderem den Grönländer Tobias Gabrielsen, den er von der Danmark-Expedition kannte. Ziel der Vorexpedition war es, einen geeigneten Standort für die Basisstation des Folgejahres auszusuchen und Fragen der Ausrüstung zu klären, insbesondere des Transportsystems, für das Hundeschlitten, Pferde und Propellerschlitten in Frage kamen. Wegener nutzte die Gelegenheit auch für erste wissenschaftliche Vorversuche wie Eisbohrungen zur Beurteilung der Eisschmelze und -akkumulation sowie seismische Eisdickemessungen.
Auf der Suche nach einer geeigneten Aufstiegsroute auf das Inlandeis führten die Expeditionsteilnehmer ausgedehnte Reisen mit dem Hundeschlitten durch. Insgesamt wurden dabei 850 km zurückgelegt. Wegener und Georgi drangen mit ihrem grönländischen Schlittenführer 209 km nach Osten vor und erreichten eine Höhe von 2500 m.

#### Hauptexpedition
Die Hauptexpedition ein Jahr später unter Leitung Wegeners, auf der von drei festen Stationen aus die Mächtigkeit des Festlandeises und das ganzjährige Wetter gemessen werden sollten, stand von Anfang an unter einem schlechten Stern. Der Zeitverlust von 38 Tagen durch ungünstige Eisverhältnisse bei der Landung an der Weststation konnte im Folgenden nicht wieder aufgeholt werden. Die erstmals eingesetzten Propellerschlitten versagten aufgrund zu tiefen Neuschnees und zu geringer Motorenleistung.
Auf dem Rückweg von der Forschungsstation Eismitte (im Wesentlichen einer in das Eis gegrabenen Höhle), die er mit zusätzlichen Lebensmitteln versorgte, kam Wegener vermutlich um den 16. November 1930 ums Leben. Am 12. Mai 1931 fand man Wegeners sorgfältig angelegtes Grab im Eis. Als Todesursache vermutete man Herzversagen infolge von Überanstrengung. Sein grönländischer Begleiter Rasmus Villumsen, der ihn bestattet hatte, blieb verschollen, und mit ihm Wegeners Tagebuch.

„Am 10. Mai d. J. traf bei der Notgemeinschaft deutscher Wissenschaft ein Funktelegramm ein, welches die traurige Kunde brachte, daß die zur Rettung des kühnen Grönlandforschers Alfred Wegener ausgesandte Hilfsexpedition die Leiche Alfred Wegeners, 189 km von der Westküste entfernt, unter seinen aufgestellten Skiern in Pelze und Decken eingenäht, aufgefunden hat. Wegener ist allem Anschein nach nicht erfroren, sondern dürfte einem Herzschlag erlegen sein. Seine Aufzeichnungen wurden bei der Leiche nicht gefunden, weshalb man vermutet, daß sie sein grönländischer Begleiter Rasmus, der verschollen ist, an sich genommen hat. […] Wegener hatte die Zentralstation „Eismitte“ nach 40tägiger Reise rechtzeitig am 30. Oktober erreicht, Dr. Loewe und ausreichenden Proviant dort zurückgelassen und am 1. November zusammen mit Rasmus wieder den Rückmarsch nach dem Westen angetreten, um noch vor weiterer Witterungsverschlechterung auf die Hauptexpeditionsgruppe zu stoßen. Seit 1. November war er verschollen. Alfred Wegener ist in schweigender Polarnacht ein Opfer seiner Pflichttreue geworden
.“

Eine Sammlung von Unterlagen zur Vor- und Hauptexpedition befindet sich heute im Archiv für Geographie des Leibniz-Instituts für Länderkunde in Leipzig.

## Wegeners Theorie der Kontinentalverschiebung

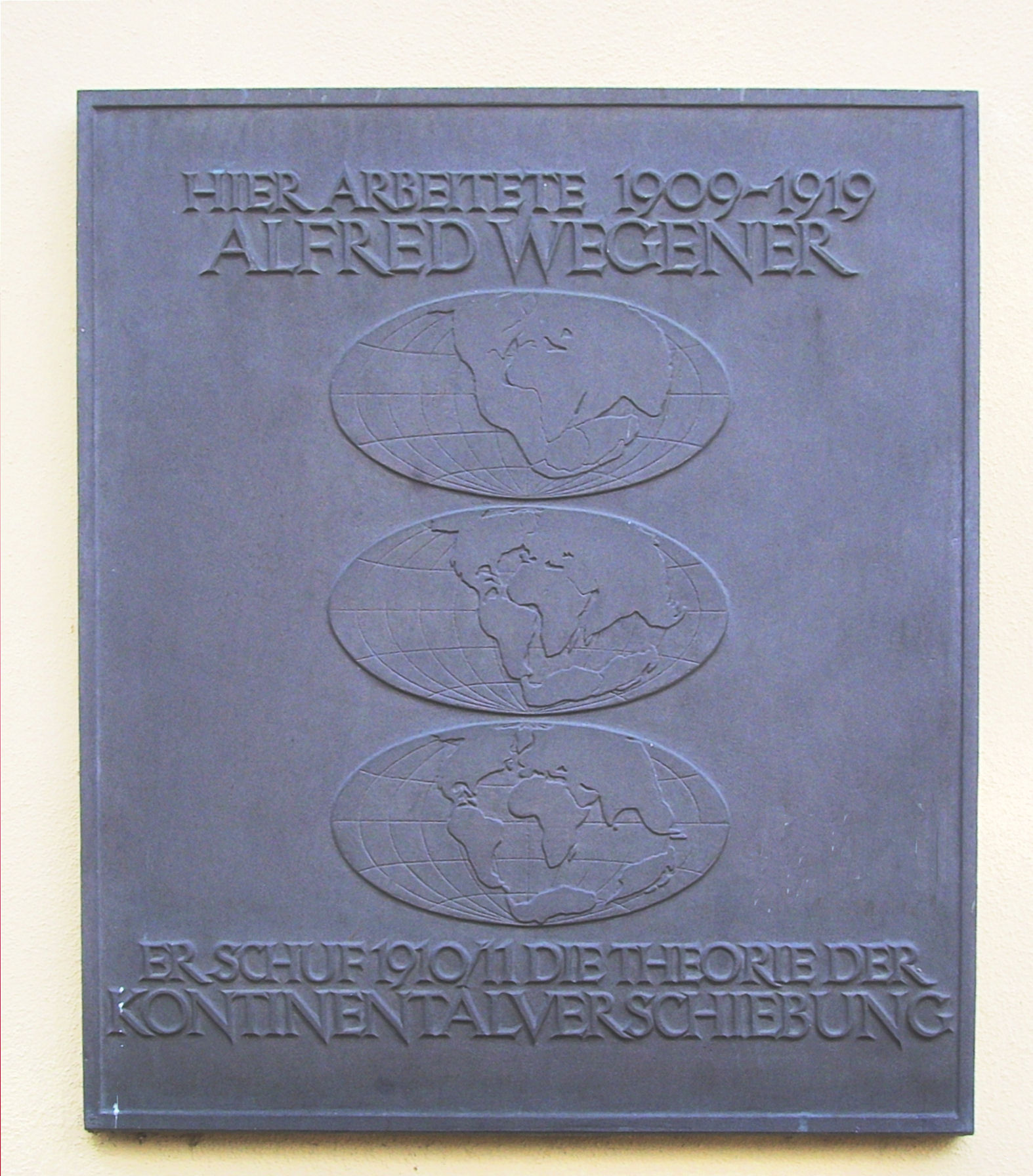
Gedenktafel an Wegeners Wirkungsstätte in Marburg

Wegeners Name hängt eng mit der Theorie der Kontinentalverschiebung zusammen, die zu einer der wichtigsten Grundlagen für die heutige Plattentektonik werden sollte. Wegener war nicht der erste, dem der ähnliche Kurvenverlauf der afrikanischen West- und der südamerikanischen Ostküste auffiel. Als er aber im Herbst 1911 zufällig auf die paläontologischen Zusammenhänge zwischen Südamerika und Afrika aufmerksam wurde, keimte in ihm die Idee von einem Urkontinent, der zerbrochen war und dessen Teile danach auseinanderdrifteten. Bisher hatte man das Vorkommen bestimmter Fossilien auf verschiedenen Kontinenten mit der Landbrücken-Hypothese erklärt. Man ging davon aus, dass die Lebewesen der Vorzeit auf solchen Landbrücken, ähnlich dem heutigen Isthmus von Panama, von einem Kontinent zum anderen gewandert seien.

„Wenn ich auch nur durch die übereinstimmenden Küstenkonturen darauf gekommen bin, so muß die Beweisführung natürlich von den Beobachtungsergebnissen der Geologie ausgehen. Hier werden wir gezwungen, eine Landverbindung zum Beispiel zwischen Südamerika und Afrika anzunehmen, welche zu einer bestimmten Zeit abbrach. Den Vorgang kann man sich auf zweierlei Weise vorstellen: 1) Durch Versinken eines verbindenden Kontinents ‚Archhelenis‘ oder 2) durch das Auseinanderziehen von einer großen Bruchspalte. Bisher hat man, von der unveränderlichen Lage jedes Landes ausgehend, immer nur 1) berücksichtigt und 2) ignoriert. Dabei widerstreitet 1) aber der modernen Lehre von der Isostasie und überhaupt unseren physikalischen Vorstellungen. Ein Kontinent kann nicht versinken, denn er ist leichter als das, worauf er schwimmt. […] Warum sollten wir zögern, die alte Anschauung über Bord zu werfen?“

Tatsächlich scheint diese Hypothese aber auch schon anderswo in der Luft gelegen zu haben. Bereits am 29. Dezember 1908 hatte der nordamerikanische Geologe Frank Bursley Taylor in einem Vortrag vor der Geological Society of America behauptet, die Kontinente seien nicht abgesunken, sondern langsam auseinandergedriftet. Im Gegensatz zu Taylor (der später zu einem von Wegeners ersten Anhängern wurde) gelang es Wegener jedoch, seine Theorie auch durch vielfältige Untersuchungen in den verschiedenen Zweigen der Geowissenschaften zu untermauern.

### Argumente gegen die alte Landbrückentheorie

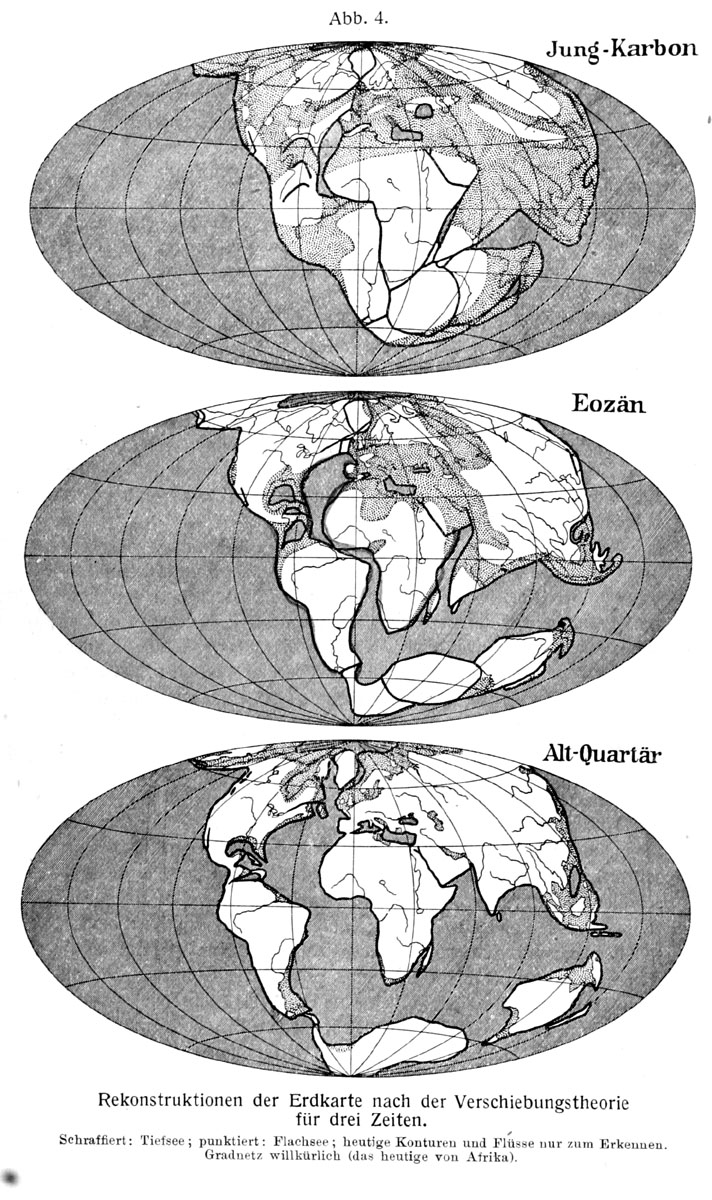
Wegeners Vorstellungen über den von ihm angenommenen Urkontinent Pangaea und das Auseinanderdriften der Kontinente

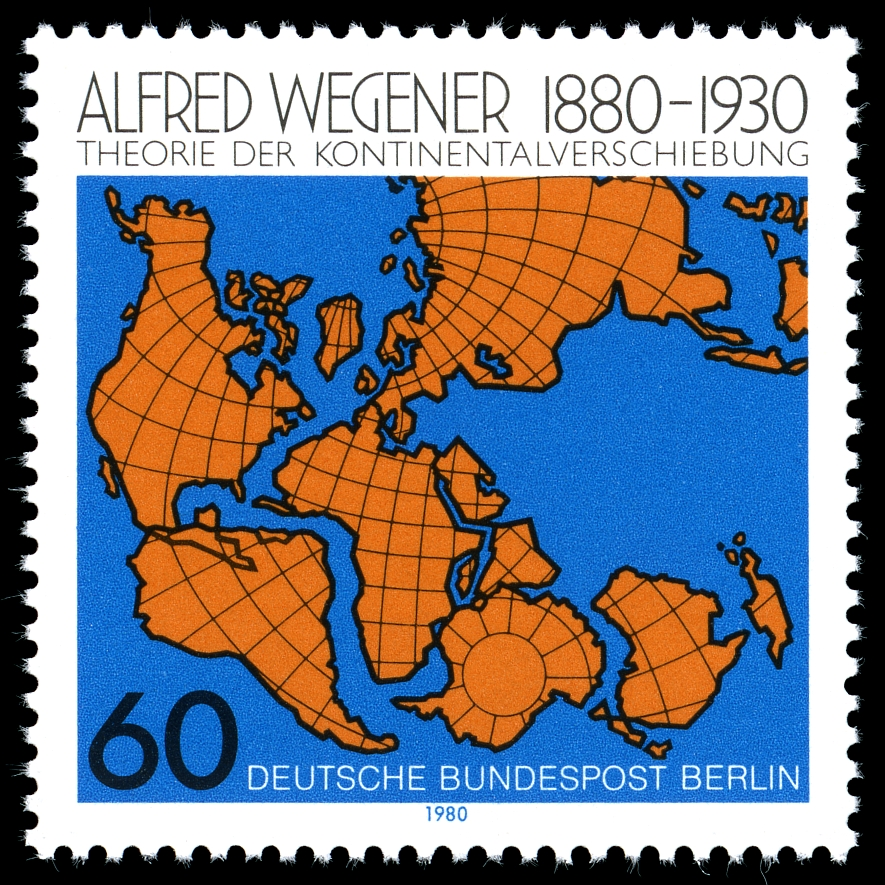
60-Pfennig-Sondermarke der Bundespost Berlin (1980) zur Kontinentaldrift

Wegener wies zunächst auf die Unzulänglichkeiten des bisherigen geotektonischen Modells hin, das von der unveränderlichen Lage der Kontinente ausging („Fixismus“). Zum Beispiel erkannte er, dass die erst kürzlich entdeckte natürliche Radioaktivität den bisher angenommenen Wärmehaushalt des Erdkörpers völlig über den Haufen warf. Selbst bei nur mäßigem Vorkommen von radioaktiven Mineralen im Erdinneren würde ihre Wärmeentwicklung den bisher behaupteten unaufhaltsamen Erkaltungs- und Schrumpfungsprozess der Erde, der für die Auffaltung der Gebirgsketten und das Einsinken der Ozeanbecken verantwortlich gemacht wurde, unmöglich machen.
Im Laufe des 19. Jahrhunderts hatte man erkannt, dass die Kontinente aus vorwiegend granitischem Material (dem sogenannten Sial) spezifisch leichter sind als die vorwiegend basaltischen Ozeanböden (Sima). Vor Wegener hatte aber niemand diese Idee zu Ende gedacht. Wenn die Kontinente (bzw. die bisher postulierten Landbrücken zwischen den Kontinenten) wirklich in einem isostatischen Gleichgewicht auf dem dichteren Material schwammen, dann konnten sie genauso wenig versinken wie ein Eisberg im Meer. Schließlich war ja auch bekannt, dass ganz Skandinavien von den riesigen Eismassen der letzten Eiszeit in den Untergrund gedrückt worden war, und immer noch konnte man an den fallenden Küstenlinien beobachten, wie es ganz von selbst langsam wieder auftauchte.
Ein weiteres Argument gegen die Landbrückentheorie lieferten die Echolot-Messungen des Forschungsschiffes Meteor von 1924 bis 1927 im Atlantik. Diese damals noch sehr junge Technologie erbrachte genauere Informationen über die Topographie des Mittelatlantischen Rückens. Anstatt der erwarteten von Ost nach West verlaufenden und versunkenen Landbrücken zwischen den Kontinenten entdeckte man überraschenderweise einen von Nord nach Süd verlaufenden Gebirgszug in der Mitte des Ozeans.

### Beweise für die Kontinentalverschiebung

#### Geologische Verbindungen über Ozeane hinweg
Zur Stützung seiner Theorie konnte Wegener die Ähnlichkeit von Gesteinsformationen in Indien, Madagaskar und Ostafrika anführen. Darüber hinaus schien ein Gebirgszug in Südafrika seine Verlängerung in einem ähnlich aufgebauten Gebirge in Argentinien zu haben. Präkambrische Gesteine in Schottland entsprachen denen in Labrador (Kanada) auf der anderen Seite des Atlantiks. Auch die Faltengebirge in Norwegen und Schottland schienen sich in den Appalachen in Nordamerika fortzusetzen.

#### Paläontologie
Im Bereich der Paläontologie wurden Fossilien der Samenfarn-Gattung Glossopteris samt der zugehörigen Flora sowohl in Afrika als auch in Brasilien gefunden. Die fossile Landschnecke Helix pomatia kommt in Europa sowie im Osten Nordamerikas vor, aber nicht im Westen Nordamerikas. Der Mesosaurus wurde in Südafrika und in Brasilien gefunden.

#### Biologie
Noch heute lebende Arten untermauern die These der Kontinentalverschiebung. So leben beispielsweise Manatis in den tropischen Flüssen Westafrikas und Südamerikas, Beuteltiere kommen nur in Australien und Amerika vor. Barsche gibt es sowohl in den Süßwasserseen Nordamerikas als auch Europas, Flusspferde leben auf dem Afrikanischen Kontinent und in der Vergangenheit auch auf Madagaskar. Feuchtnasenprimaten haben ihre Verbreitung im südlichen Afrika, Madagaskar, Indien, Sri Lanka und Südostasien.

#### Klimazeugen
Als Meteorologe befasste sich Alfred Wegener besonders mit der Geschichte des Klimas auf der Erde (Paläoklimatologie). Gerade auf diesem Gebiet sammelte er einige seiner wichtigsten Argumente: In der Antarktis hatte man Kohlevorkommen entdeckt, die sich fast nur unter tropischen Bedingungen bilden können. Auf Spitzbergen fanden sich tertiäre Fossilien von Bäumen, die heute im Mittelmeergebiet vorkommen. Im Jura existierten dort sogar tropische Pflanzen. Ein weiterer Beleg für Wegeners Theorie war die Entdeckung, dass die Sahara einst zu großen Teilen von Gletschern bedeckt war (Anden-Sahara-Eiszeit). Wie man heute weiß, geschah das vor etwa 460 Millionen Jahren im Ordovizium, als Nordafrika als Teil des Großkontinents Gondwana in der Nähe des Südpols lag.

### Schlussfolgerungen Wegeners
Alle diese verwirrenden Befunde erklärte Wegener mit der Annahme eines ehemaligen Urkontinents, der aufbrach und dessen Teile auseinanderdrifteten. Später wurde für dieses Konzept der Begriff Pangaea eingeführt. Ein besonders klares Beispiel liefert Wegeners Rekonstruktion der Klimazeugen in der Epoche der Permo-karbonen Eiszeit: Während sich die heute über alle Südkontinente verstreuten Vereisungsspuren (wie Moränen, Gletscherschliffe und die kälteliebende Glossopteris-Flora) rund um den damaligen Südpol gruppieren, zeichnen die Salz- und Gipsablagerungen die subtropischen Trockengebiete nach. Die Kohlelagerstätten in Eurasien und Nordamerika gruppieren sich hingegen entlang der damaligen Äquatorialregion.
Die jungen Kettengebirge, wie die amerikanischen Kordilleren oder die Alpen, wären dann durch das Zusammenschieben der Gesteinsschichten an der Stirnseite der wandernden Kontinente entstanden, ähnlich wie eine Bugwelle. Das Auseinanderbrechen dieses Kontinents in einen nördlichen und südlichen Teil schätzte er auf einen Zeitpunkt vor etwa 200 Millionen Jahren.
Selbst die Rolle, welche dem Mittelozeanischen Rücken in der heutigen Plattentektonik zukommt, hatte Wegener in gewisser Weise vorausgeahnt:

„Da wir für größere Gebiete doch auch am Boden der Tiefsee isostatische Kompensation annehmen müssen, so besagt der Unterschied [in der Tiefe], daß die nach unserer Auffassung alten Tiefseeböden spezifisch schwerer sind als die jungen. Nun ist der Gedanke wohl nicht von der Hand zu weisen, daß frisch entblößte Simaflächen, wie der Atlantik oder westliche Indik, noch lange Zeit hindurch nicht nur eine geringere Riegheit [Starre] sondern auch eine höhere Temperatur … bewahren als die alten, schon ausgekühlten Meeresböden. Und eine solche Temperaturdifferenz würde … doch wahrscheinlich genügen, um die relativ geringfügigen Niveaudifferenzen der großen ozeanischen Becken untereinander zu erklären. Diese scheinen auch nahezulegen, die mittelatlantische Bodenschwelle als diejenige Zone zu betrachten, in welcher bei der noch immer fortschreitenden Erweiterung des Atlantischen Ozeans der Boden desselben fortwährend aufreißt und frischem, relativ flüssigem und hoch temperiertem Sima aus der Tiefe Platz macht.“

Allerdings muss betont werden, dass der Boden des Atlantiks für Wegener im Wesentlichen frisch entblößt war und nicht „frisch gebildet“. Und obwohl Wegener bereits spekulierte, dass es sich bei den großen Grabensystemen wie dem Ostafrikanischen Graben um die ersten Anfänge eines neuen Ozeans handeln könnte, blieb ihm die Bedeutung der vulkanisch aktiven Spaltensysteme auf Island (also auf dem Mittelatlantischen Rücken) für die Kontinentaldrift verborgen.

### Ursache der Kontinentalverschiebung
Das Problem an Wegeners Theorie war, dass es ihm nicht gelang, die wirkenden Kräfte plausibel zu machen. Er versuchte die Bewegungen der Erdplatten auf Zentrifugal- und Gezeitenkräfte zurückzuführen, die aber, wie der britische Astronom und Geophysiker Harold Jeffreys 1924 nachwies, dafür viel zu schwach sind. Auch konnten seine Gegner, wie der Leipziger Geologe Franz Kossmat, geltend machen, dass die ozeanische Kruste doch zu fest sei, als dass die Kontinente einfach „hindurchpflügen“ könnten, wie es Wegeners Theorie nahezulegen schien.
In der letzten Ausgabe seiner Entstehung der Kontinente und Ozeane griff Wegener bei der Suche nach den Ursachen der Drift aber bereits auf die Vorstellungen des Geologen und Geophysikers Robert Schwinner über thermisch bedingte Strömungen im Erdinnern zurück. Heute gelten solche Konvektionsströme tatsächlich als der wahrscheinlichste Motor der Plattentektonik. Hierzu entwickelte Otto Ampferer die Unterströmungstheorie.
In diesem Zusammenhang ist bemerkenswert, dass Wegener erst so spät und so halbherzig auf dieses Konzept einging. Schließlich waren er und Schwinner viele Jahre lang Kollegen an der Universität Graz. Möglicherweise spielten Animositäten gegenüber dem persönlich schwierigen Schwinner mit; vielleicht begann Wegener aber auch schon, die allgemeine Ablehnung seiner Theorie durch die Geologen mit einer Ablehnung „der Geologen“ im Allgemeinen zu erwidern. Jedenfalls machte sich bei ihm eine gewisse Verbitterung darüber breit, dass man ihm als einziges verbleibendes „Gegenargument“ immer wieder vorhielt, er könne die Ursache der Kontinentaldrift nicht erklären. So ist von ihm der Ausspruch überliefert, mit der gleichen Logik könne man die Existenz des Universums in Zweifel ziehen, denn dessen Ursache könne auch niemand erklären.

## Weitere Leistungen

### Geologie der Einschlagskrater

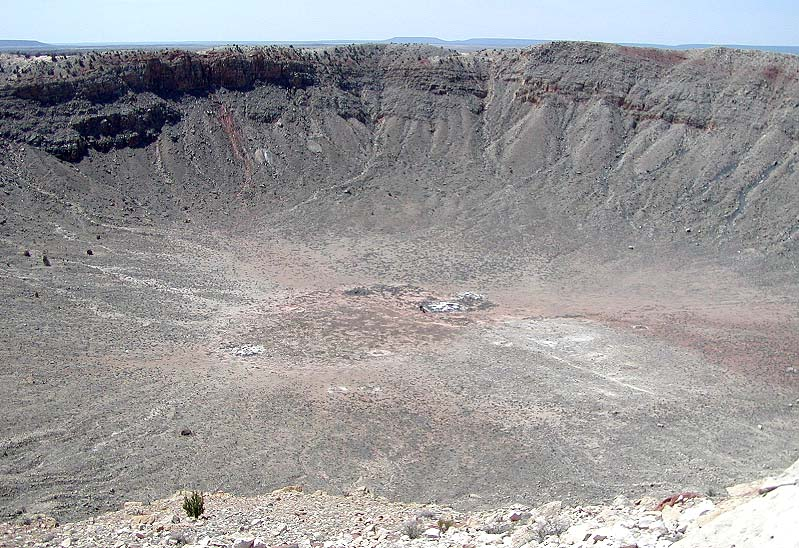
Der Barringer-Krater bei Flagstaff (Arizona)

Wenig bekannt sind Wegeners Arbeiten auf dem Gebiet der Impaktforschung. Ein Meteorit, der am 3. April 1916 bei Rommershausen in der Nähe von Treysa in Hessen (siehe Meteorit von Treysa) auftraf, veranlasste Wegener, sich mit Einschlagkratern zu beschäftigen, und er schrieb Abhandlungen über die Entstehung der Mondkrater. Nach systematischen Experimenten mit Mörtelklumpen, die er auf Zementpulver fallen ließ, vertrat er die Meinung, die Mondkrater seien hauptsächlich von Meteoriten erzeugt worden. Mit dieser Ansicht war er ebenfalls seiner Zeit voraus.
Beim Meteoriten von Treysa suchte Wegener per Zeitungsaufruf Augenzeugen, wobei „außer einer möglichst genauen Zeitangabe […] Beobachtungen über die Farbe und etwaigen Farbenwechsel der Lichterscheinung, über Himmelsrichtung und Winkelhöhe, in der die Explosion oder das Erlöschen des Meteors stattfand“ von besonderem Wert seien. Mit den Augenzeugenberichten erstellte Wegener seine Berechnungen. Er ermittelte so die Bahnlänge und Geschwindigkeit des Meteoriten. Die Masse berechnete er zu etwa 50 Kilogramm und als Einschlagstiefe ging er von rund eineinhalb Metern aus. Als am 6. März 1917 der Meteorit tatsächlich gefunden wurde, erwiesen sich Wegeners Berechnungen bis auf wenige Kilogramm und Zentimeter als richtig. Bei der berechneten Einschlagstelle lag Wegener allerdings nicht richtig.
Schon 1921 prognostizierte er, dass man in Zukunft noch viele Meteoritenkrater auch auf der Erde nachweisen würde. Zu dieser Zeit war nur der Barringer-Krater bei Flagstaff (Arizona) bekannt, und selbst dieser wurde erst 1930 allgemein als Einschlagskrater anerkannt. Wegener selbst identifizierte und beschrieb 1927 den Kaali-Krater auf der Insel Ösel (heute Saaremaa, Estland). Dies war damals der vierte Meteoritenkrater, der weltweit bekannt war.

### Meteorologie
Daneben forschte Wegener vor allem auf dem Gebiet der Meteorologie und befasste sich insbesondere mit der Physik der Atmosphäre. Er führte als erster das Konzept der Turbulenz in die Meteorologie ein und entwickelte das Konzept der geschichteten Atmosphäre. Außerdem beschrieb er als erster korrekt das Prinzip der Fata Morgana als Lichtspiegelung an der Grenze zwischen zwei unterschiedlich dichten Luftschichten und untersuchte die Entstehung von Wolken und Tornados sowie die Zusammensetzung der Luft in höheren Atmosphärenschichten.
Schon 1918 beschrieb Wegener die Bildung von Haareis auf nassem Totholz und vermutete einen „schimmelartigen Pilz“ als Auslöser, eine Theorie, die von anderen Wissenschaftlern, die rein physikalische Prozesse als Ursache annahmen, angezweifelt wurde, aber im Jahre 2005 bestätigt werden konnte. 2015 wurde publiziert, dass sich zwar das Eis aus flüssigem Wasser in den Poren toten Holzes selbst herausstemmt, doch Stoffwechselprodukte insbesondere einer Pilzart, die in den Poren lebt, das Eis im filigranen Eishaar vor Umkristallisation zu einer kompakten Kruste bewahrt, die sonst eher unscheinbar dünn auftritt.

## Wirkung

### Ablehnung
Wegeners Theorie von der Verschiebung der Kontinente blieb zu seinen Lebzeiten immer umstritten und geriet nach seinem Tod rasch in Vergessenheit. Nur wenige Wissenschaftler, wie der Paläogeograph Edgar Dacqué oder der Belgrader Astronom Milutin Milanković, unterstützten Wegener von Anfang an. Andere Kollegen sprachen eher von „Gedankenspielerei“, „Phantasiegebilden“ oder gar von „Fieberfantasien der von Krustendrehkrankheit und Polschubseuche schwer Befallenen“. Max Semper schrieb eine Kritik an der Theorie, die in folgende Verspottung der Person Wegeners mündet:

„[…] so kann man nur um Innehaltung der nötigen Distanz ersuchen und die Bitte daran anschließen, doch künftig die Geologie nicht weiter zu beehren, sondern Fachgebiete aufzusuchen, die bisher noch vergaßen, über ihr Tor zu schreiben: „O heiliger Sankt Florian, verschon’ dies Haus, zünd’ andere an!““

Einer der wohlmeinenderen Kritiker, der Direktor des französischen Amtes für geologische Landesaufnahme Pierre-Marie Termier, meinte zumindest: „Seine Theorie ist ein wundervoller Traum der Schönheit und Anmut, der Traum eines großen Poeten.“ In Deutschland war besonders die Ablehnung durch die damals maßgeblichen Geologen Hans Stille und Hans Cloos entscheidend. Während Stille bis zu seinem Tod 1966 ein entschiedener Gegner des Wegenerschen „Mobilismus“ blieb, war Cloos zumindest von Wegeners Persönlichkeit beeindruckt und unterstützte ihn nach Kräften bei der Aufarbeitung der geologischen Fachliteratur.
Da Wegener sich stets der Solidität seiner Theorie sicher war, nahm er selbst die teilweise sehr unsachliche Kritik mit derselben erstaunlichen Gelassenheit hin, die ihn auch auf seinen Grönlandexpeditionen ausgezeichnet hatte. Außerdem durchschaute er die Motive seiner Kritiker:

„Die Leute, die so recht darauf pochen, auf dem Boden der Tatsachen zu stehen und mit Hypothesen durchaus nichts zu tun haben wollen, sitzen doch allemal selbst mit einer falschen Hypothese drin […]. Hätten sie die Verschiebungstheorie schon auf der Schule gelernt, so würden sie sie mit demselben Unverstand in allen, auch den unrichtigen Einzelheiten, ihr ganzes Leben hindurch vertreten, wie jetzt das Absinken von Kontinenten.“

### Späte Rehabilitation

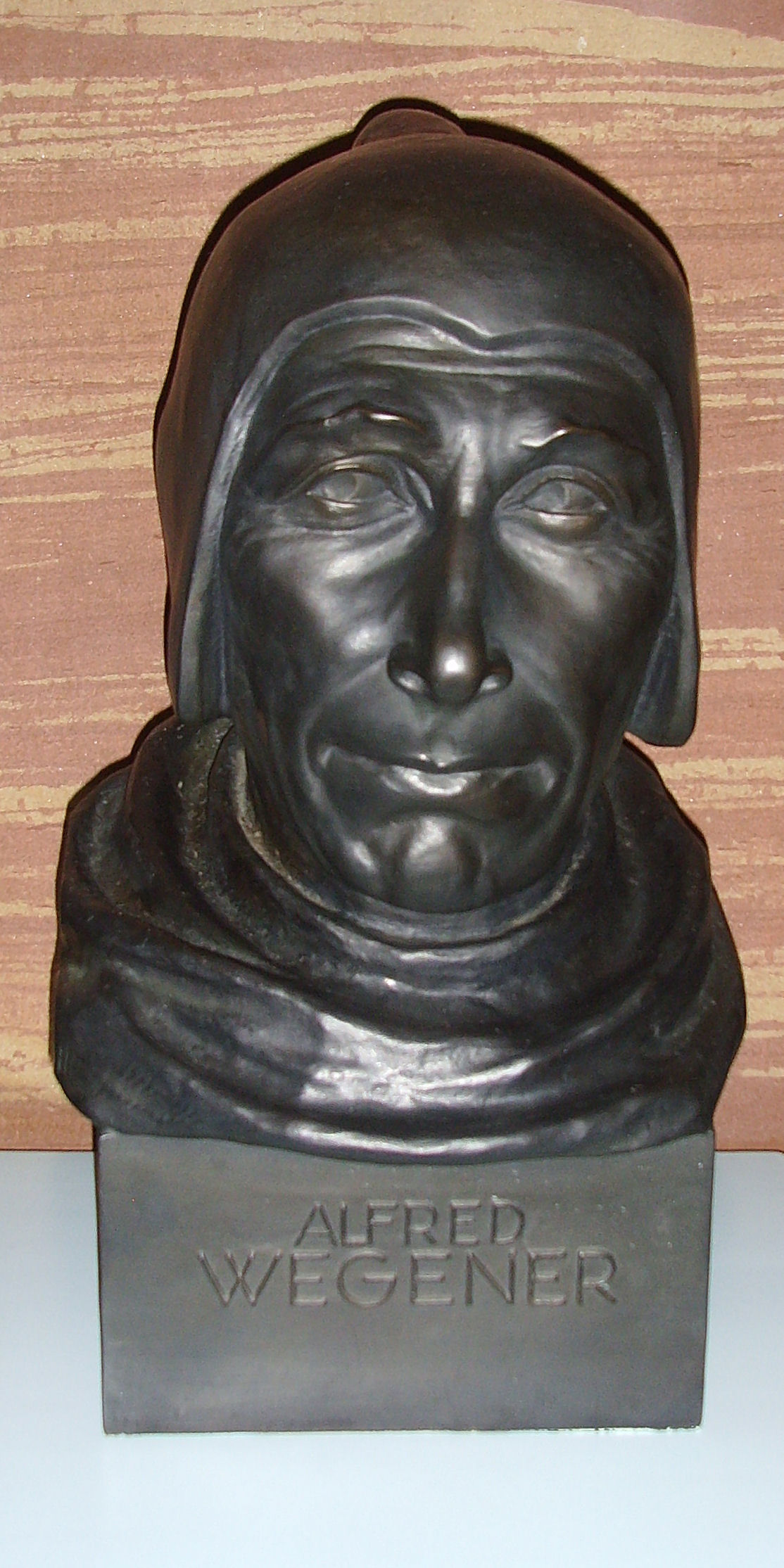
Büste im Senckenberg Naturmuseum in Frankfurt am Main

Tatkräftige Unterstützung erfuhr Wegener nur von dem südafrikanischen Geologen Alexander Du Toit, der sich intensiv mit der Vereisungsgeschichte der Südkontinente befasst hatte und der bei einem fünfmonatigen Aufenthalt in Südamerika zahlreiche Pflanzen- und Tierfossilien entdeckt hatte, die er aus Südafrika kannte. In seinem 1937 erschienenen Buch Our Wandering Continents (Unsere wandernden Kontinente), das er Wegener widmete, wich er jedoch von der ursprünglichen Theorie ab und postulierte zwei Urkontinente, den Südkontinent Gondwanaland und den Nordkontinent Laurasia.
Der irische Physiker und Geologe John Joly und der britische Geologe Arthur Holmes befassten sich mit den Kräften, die die Kontinentalverschiebung bewirken konnten, und verbesserten, unter Einbeziehung älterer Arbeiten der Österreicher Otto Ampferer und Robert Schwinner, das Modell der Konvektionsströmungen.
Weitere Untersuchungen nach dem Zweiten Weltkrieg, wie die seismische Messung der Mächtigkeit von Meeresbodensedimenten durch den amerikanischen Geophysiker Maurice Ewing, bestätigten Wegeners Annahmen über das junge Alter der Ozeanböden.
Der britische Geophysiker Edward C. Bullard und sein amerikanischer Kollege Arthur Maxwell fanden heraus, dass der Wärmefluss in der ozeanischen Kruste (und besonders an den Mittelozeanischen Rücken) deutlich höher war als in kontinentaler Kruste, so wie Wegener es vorausgesagt hatte.
Nach den Erkenntnissen des Geophysikers Hugo Benioff (1899 bis 1968) über die Natur der Tiefseerinnen am Rand des Pazifiks und den paläomagnetischen Messungen von Patrick Blackett (1897 bis 1974) und Keith Runcorn (1922 bis 1995), deren Rekonstruktionen der Lage des Nordpols im Lauf der Erdgeschichte nur Sinn ergab, wenn Europa und Nordamerika einstmals zusammenlagen und dann auseinandergedriftet waren, begann der amerikanische Geologe Harry Hess (1906 bis 1969) die einzelnen Puzzlesteine zusammenzusetzen. Die von Forschungsschiffen Anfang der 1960er Jahre entdeckten Zonen der Ozeanbodenspreizung, an denen neue ozeanische Kruste zwischen den auseinanderdriftenden Kontinenten gebildet wird, lieferten weitere Hinweise zum Verständnis der tektonischen Vorgänge. Ein wesentlicher Beitrag zu dem nun einsetzenden Paradigmenwechsel waren die von einem Team um Marie Tharp und Bruce C. Heezen in den 1950er Jahren erstellten Karten vom Relief der Ozeanböden. Seit den 1970er Jahren ist die aus diesen Untersuchungen hervorgegangene Plattentektonik in Wissenschaftskreisen allgemein anerkannt.
Der schon von Wegener geforderte direkte Nachweis der Kontinentalverschiebung konnte mittlerweile durch satellitengeodätische Messungen erbracht werden.

### Sonstige Rezeption
Bereits 1934 erwähnte der Schriftsteller H. P. Lovecraft im siebenten Kapitel seiner Horror-Erzählung Berge des Wahnsinns Wegeners damals noch allgemein abgelehnte und wenig beachtete Drifthypothese: „Later maps [of the Old Ones], which display the land mass as cracking and drifting, and sending certain detached parts northward, uphold in a striking way the theories of continental drift lately advanced by Taylor, Wegener and Joly.“
Im Jahre 1935, zum 5. Todestag von Wegener, organisierte der Kameramann Walter Riml eine eigene Expedition nach Grönland. Er wiederholte die gesamte Wegener-Expedition von 1930 und nahm diese filmisch auf. In Zusammenschnitten von noch vorhandenem Negativmaterial der letzten Wegener-Grönlandfahrt entstand der Film Das große Eis – Alfred Wegeners letzte Fahrt. Für den 1937 erschienenen Film wurden neben Aufnahmen von Walter Riml auch solche von Johannes Georgi und Kurt Herdemerten verwendet.
2011 veröffentlichte der Schriftsteller Jo Lendle den Roman Alles Land, der Alfred Wegeners Leben literarisch nacherzählt.

### Mitgliedschaft
Seit 1899 gehörte er dem Akademischen Verein für Astronomie und Physik (später mathematisch-naturwissenschaftliche Verbindung Albingia im Schwarzburgbund) an.

## Ehrungen

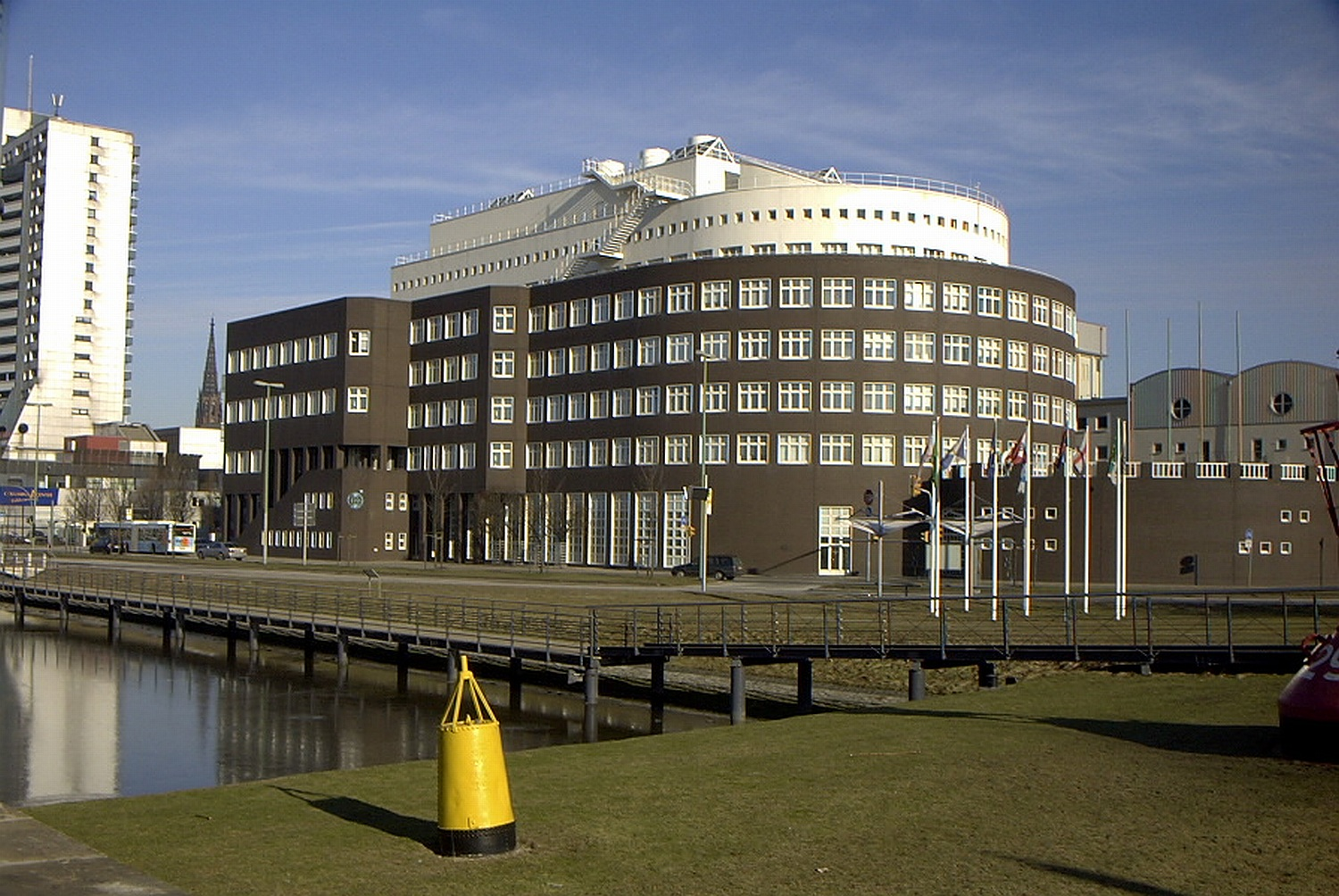
AWI Bremerhaven

In Anerkennung von Wegeners wissenschaftlicher Bedeutung wurden nach ihm benannt:
- das 1980 gegründete Alfred-Wegener-Institut Helmholtz-Zentrum für Polar- und Meeresforschung in Bremerhaven
- das Wegener Center für Klima und Globalen Wandel (WEGC) in Graz
- die GeoUnion Alfred-Wegener-Stiftung (Dachverband der geowissenschaftlichen Vereinigungen und Großforschungseinrichtungen in Deutschland)
- die Alfred Wegener Medal der European Geosciences Union

In Grönland:
- die Wegenerhalbinsel (dänisch Wegener Halvø)
- die Wegenerinseln (Wegener Øer)
- der Alfred-Wegener-Berg (Alfred Wegener Bjerg) in den Stauning Alper[36]

In der Antarktis:
- das Wegenerinlandeis, eine Region im Königin-Maud-Land
- das Wegenerisen, ein Teil des Wegenerinlandeises
- der Mount Wegener, ein Berg in der Shackleton-Range im Coatsland
- der Wegener-Canyon, ein Tiefseegraben vor der Prinzessin-Martha-Küste
- die Wegener Range, ein Gebirgszug im Palmerland auf der Antarktischen Halbinsel

In der Astronomie:
- der Asteroid (29227) Wegener
- der Mondkrater Wegener
- ein Marskrater[37]

In Deutschland:
- das Alfred-Wegener-Gymnasium in Neuruppin
- die Alfred-Wegener-Schule in Kirchhain bei Marburg
- eine Gedenktafel am Gebäude seiner früheren Schule (1980).
- eine Oberschule in Berlin-Zehlendorf (1985)
- die Wegenerstraße in Rheinau (Mannheim)
- der Alfred-Wegener-Weg in Hamburg-Neustadt (1935)
- Alfred Wegener Museum Zechlinerhütte
- die Alfred-Wegener-Straße in Bremerhaven

## Werke
- Die Alfonsinischen Tafeln für den Gebrauch eines modernen Rechners, Dissertation Berlin 1905 Digitalisat
- Thermodynamik der Atmosphäre. 1911 und 1924.
- Die Entstehung der Kontinente und Ozeane. Vieweg, Braunschweig 1915.
  - 2., umgearbeitete Auflage. 1920 (Digitalisat).
  - 3., gänzlich umgearbeitete Auflage. 1922 (Titelaufnahme bei lindahall.org [PDF; 51,5 MB]).
  - 4., umgearbeitete Auflage. 1929 (Digitalisat).
  - Nachdruck [der Ausgabe] Braunschweig, Vieweg, 1915 / mit handschriftlichen Bemerkungen von Alfred Wegener, Notizen und Briefen sowie neu erstelltem Index. Hrsg. vom Alfred-Wegener-Institut für Polar- und Meeresforschung. – Nachdruck [der Ausgabe] Braunschweig, Vieweg, 1929, 4., umgearb. Auflage. mit neu erstelltem Index / hrsg. vom Alfred-Wegener-Institut für Polar- und Meeresforschung. Borntraeger, Berlin/Stuttgart 2005, ISBN 3-443-01056-3.
- Wind- und Wasserhosen in Europa. 1917 (Digitalisate: 9 PDFs)
- Das detonierende Meteor vom 3. April 1916, 3 1/2 Uhr nachmittags in Kurhessen. 1917 und 1918.
  - Nachdruck: Elwert, Marburg 2001, ISBN 3-7708-1160-7.
- Der Farbenwechsel grosser Meteore. 1918.
- Durch die weiße Wüste. 1919.
- Theorie der Haupthalos. 1926.
- Versuche zur Aufsturztheorie der Mondkrater. 1920.
- Die Entstehung der Mondkrater. 1921.
- Pilotballonaufstiege auf einer Fahrt nach Mexiko März bis Juni 1922.
- Die Klimate der geologischen Vorzeit. 1924, Wladimir Köppen, Alfred Wegener
  - Faksimile der 1. Auflage 1924 und englische Übersetzung: The climates of the geological past – Klimate der geologischen Vorzeit. Borntraeger, Berlin/Stuttgart 2015, ISBN 978-3-443-01088-1.
- Vertraulicher Bericht über die Grönland-Expedition 1929.
  - Nachdruck: Akademische Druck- und Verlagsanstalt, Graz 1980, ISBN 3-201-01128-2.
- Die Entstehung der Kontinente und Ozeane. 1929
- Mit Motorboot und Schlitten in Grönland. 1930.
- Vorlesungen über Physik der Atmosphäre. 1935.

### Bücher
- Wolfgang Buchner: Unterströmungen der Erde. Ampferer und Schwinner. Wegener und Grönland. Ausstellungskatalog. Stadtmuseum Graz 2003.
- Johannes Georgi: Im Eis vergraben. Erlebnisse auf Station „Eismitte“ der letzten Grönland-Expedition Alfred Wegeners 1930–1931. Brockhaus, Leipzig 1955.
- Mott T. Greene: Alfred Wegener. Science, Exploration, and the Theory of Continental Drift. Johns Hopkins University Press, Baltimore, Maryland, USA 2015, ISBN 978-1-4214-1712-7 (eingeschränkte Vorschau in der Google-Buchsuche; Rezension von Ulf von Rauchhaupt in der F.A.Z. 29. Juli 2016).
- Hermann Günzel: Alfred Wegener und sein meteorologisches Tagebuch der Grönland-Expedition 1906–1908. (= Schriften der Universitätsbibliothek Marburg. Band 59). Universitätsbibliothek, Marburg 1991, ISBN 3-8185-0091-6.
- Johan Peter Koch: Durch die weiße Wüste. Die dänische Forschungsreise quer durch Nordgrönland 1912–13. Deutsche Ausgabe besorgt von Prof. Dr. Alfred Wegener. Springer, Berlin 1919, DNB 573272115, doi:10.1007/978-3-642-94303-4.
- Jo Lendle: Alles Land. Roman. DVA, München 2011, ISBN 978-3-421-04525-6.
- Christine Reinke-Kunze: Alfred Wegener, Polarforscher und Entdecker der Kontinentaldrift. Birkhäuser, Basel / Boston / Berlin 1994, ISBN 3-7643-2946-7.
- Klaus Rohrbach: Alfred Wegener, Erforscher der wandernden Kontinente. Freies Geistesleben, Stuttgart 1993, ISBN 3-7725-1103-1.
- Klaus Rohrbach: Abenteuer in Schnee und Eis – Alfred Wegener Polarforscher und Entdecker der wandernden Kontinente. Verlag Freies Geistesleben 2008, ISBN 978-3-7725-1758-7.
- Martin Schwarzbach: Alfred Wegener und die Drift der Kontinente. Wissenschaftliche Verlagsgesellschaft, Stuttgart 1980, ISBN 3-8047-0582-0.
- Else Wegener: Alfred Wegeners letzte Grönlandfahrt. Die Erlebnisse der Deutschen Grönland-Expedition 1930/1931 geschildert von seinen Reisegefährten und nach Tagebüchern des Forschers. Unter Mitwirkung von Dr. Fritz Loewe herausgegeben von Else Wegener. 8. Auflage. Brockhaus, Leipzig 1937 (1. Auflage 1932, 14. Auflage. 1943).
- Else Wegener: Alfred Wegeners letzte Grönlandfahrt. Die Erlebnisse der Deutschen Grönland-Expedition 1930/31 geschildert von seinen Reisegefährten und nach Tagebüchern des Forschers. Neue gekürzte Auflage. der unter Mitwirkung von Dr. Fritz Loewe von Else Wegener besorgten Ausgabe. VEB F. A. Brockhaus Verlag, Leipzig 1953.
- Else Wegener: Alfred Wegener, Tagebücher, Briefe, Erinnerungen. Brockhaus, Wiesbaden 1960.
- Günther Wessel: Alfred Wegener. Universalgelehrter, Polarreisender, Entdecker.  Biografie. mareverlag, Hamburg 2024, ISBN 978-3-86648-692-8.
- Roland Wielen, Ute Wielen: Alfred Wegener und das Astronomische Rechen-Institut. Mit einer Anwendung seiner umgerechneten Alfonsinischen Tafeln auf den „Astronomischen Kalender“ für 1448. Heidelberg 2017.
- Ulrich Wutzke: Der Forscher von der Friedrichsgracht. Leben und Leistung Alfred Wegeners. VEB Brockhaus, Leipzig 1988, ISBN 3-325-00173-4.
- Ulrich Wutzke: Durch die weiße Wüste. Leben und Leistungen des Grönlandforschers und Entdeckers der Kontinentaldrift Alfred Wegener. Perthes, Gotha 1997, ISBN 3-623-00354-9.

### Aufsätze
- Imre Josef Demhardt: Alfred Wegener’s Hypothesis on Continental Drift and its Discussion in Petermanns Geographische Mitteilungen (1912–1942). In: Polarforschung. 75, 2005, S. 29–35, hdl:10013/epic.29936.
- Franz und Diedrich Fritzsche: Die Familie des Polarforschers Alfred Wegener und ihre Wurzeln in Wittstock und Ruppin. In: Kreisverwaltung Ostprignitz-Ruppin: Jahrbuch. 16, 2007, S. 134–140, hdl:10013/epic.25566.
- Johannes Georgi: Alfred Wegener zum 80. Geburtstag. In: Polarforschung. Band 2, 1960, S. 3–102, hdl:10013/epic.29217.d001.
- Walter Kertz: Alfred Wegener – Reformator der Geowissenschaften. In: Physikalische Blätter. Band 36, 1980, S. 347–353, doi:10.1002/phbl.19800361203.
- Jo Lendle: Der Weltbildzertrümmerer. In: Frankfurter Allgemeine Zeitung. 6. Januar 2012, S. 31.
- Cornelia Lüdecke: Der Meteorologe Alfred Wegener. In: Naturwissenschaftliche Rundschau. Band 60, Heft 3, 2007, ISSN 0028-1050, S. 125–128.
- Dorit Müller: Eiskalte Grenzgänge. Alfred Wegeners Grönlandexpedition im Kulturfilm von 1936. In: Filmblatt. Band 16, Heft 45, Sommer 2011, ISSN 1433-2051, S. 17–33.
- Ulrich Wutzke: Alfred Wegener. Kommentiertes Verzeichnis der schriftlichen Dokumente seines Lebens und Wirkens. In der Reihe: „Berichte zur Polarforschung“, 288. Band, Alfred-Wegener-Institut, Bremerhaven, 1998. Eprint bei AWI.de
- Eckart Klaus Roloff: Tod im Klimaarchiv der Erde. Alfred Wegener – vor 125 Jahren geboren, vor 75 Jahren in Grönland umgekommen. In: Rheinischer Merkur. Nr. 43 vom 27. Oktober 2005, S. 10.
- Martin Stolzenau: Einer, der Wissens-Kontinente verschob. In: Heimat am Meer. Beilage zur Wilhelmshavener Zeitung. Nr. 25/2020, vom 5. Dezember 2020, S. 100.
- Matthias Dorn: Von Alfred Wegeners Verschiebungstheorie zur Theorie der Plattentektonik, Teil I. In: Die Geowissenschaften. Band 7, Nr. 2, S. 44–49, 1989, doi:10.2312/geowissenschaften.1989.7.44.
- Matthias Dorn: Von Alfred Wegeners Verschiebungstheorie zur Theorie der Plattentektonik, Teil II. In: Die Geowissenschaften. Band 7, Nr. 3, S. 61–70, 1989, doi:10.2312/geowissenschaften.1989.7.61.
- Ulrich Wutzke: Wegener, Alfred. In: Neue Deutsche Biographie (NDB). Band 27, Duncker & Humblot, Berlin 2020, ISBN 978-3-428-11208-1, S. 544–546 (Digitalisat).